# Square Charles-Dickens
Le square Charles-Dickens est une voie du 16e arrondissement de Paris, en France.

## Situation et accès

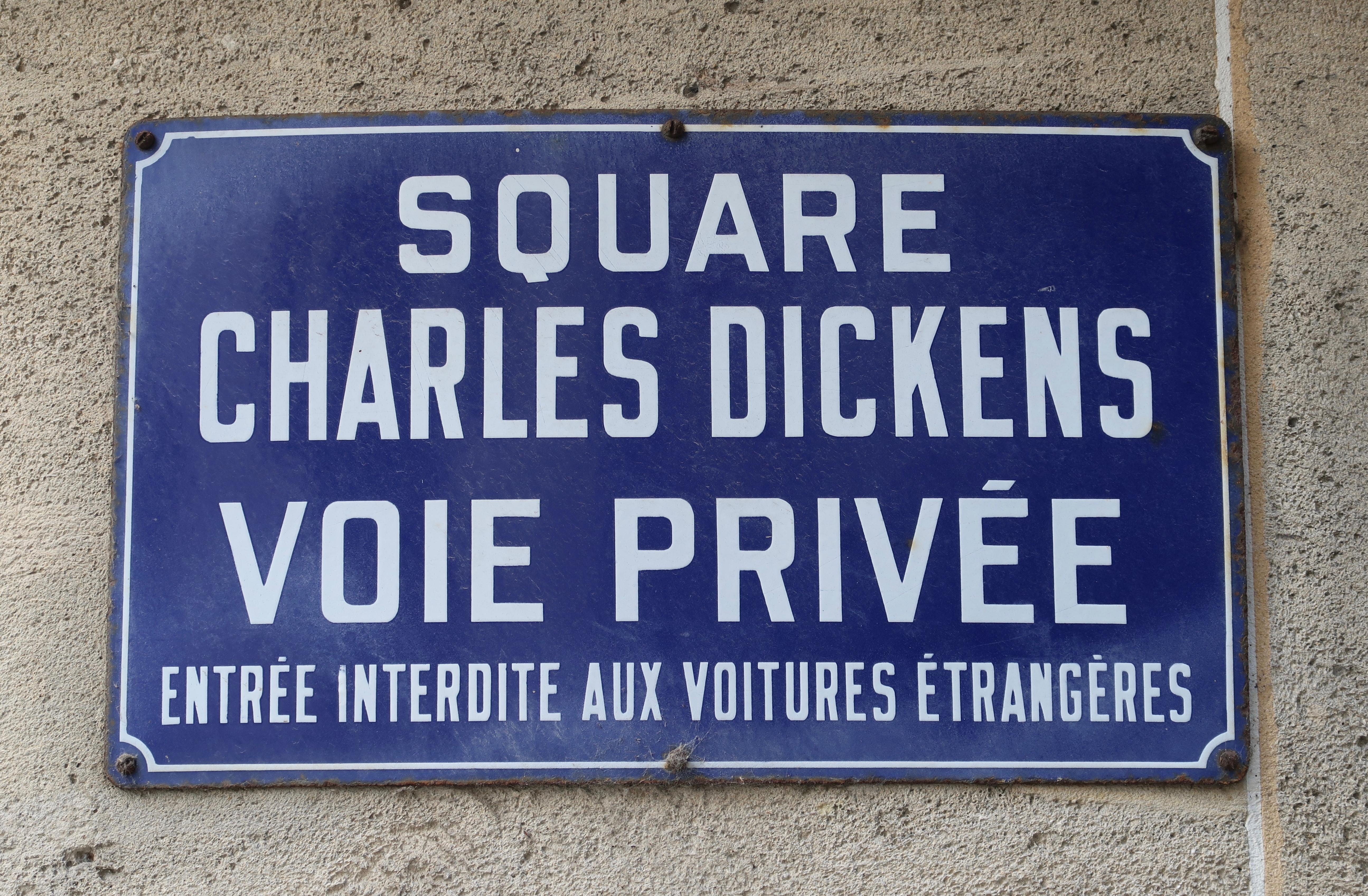
Plaque de la voie.

Le square Charles-Dickens est une voie située dans le 16e arrondissement de Paris. Il débute au 6, rue des Eaux et se termine en impasse.
Le quartier est desservi par la ligne 6 à la station Passy.
Ouvert aux piétons à certains horaires pour accéder au musée du Vin, le square n'en reste pas moins une résidence fermée par une grille.

## Origine du nom

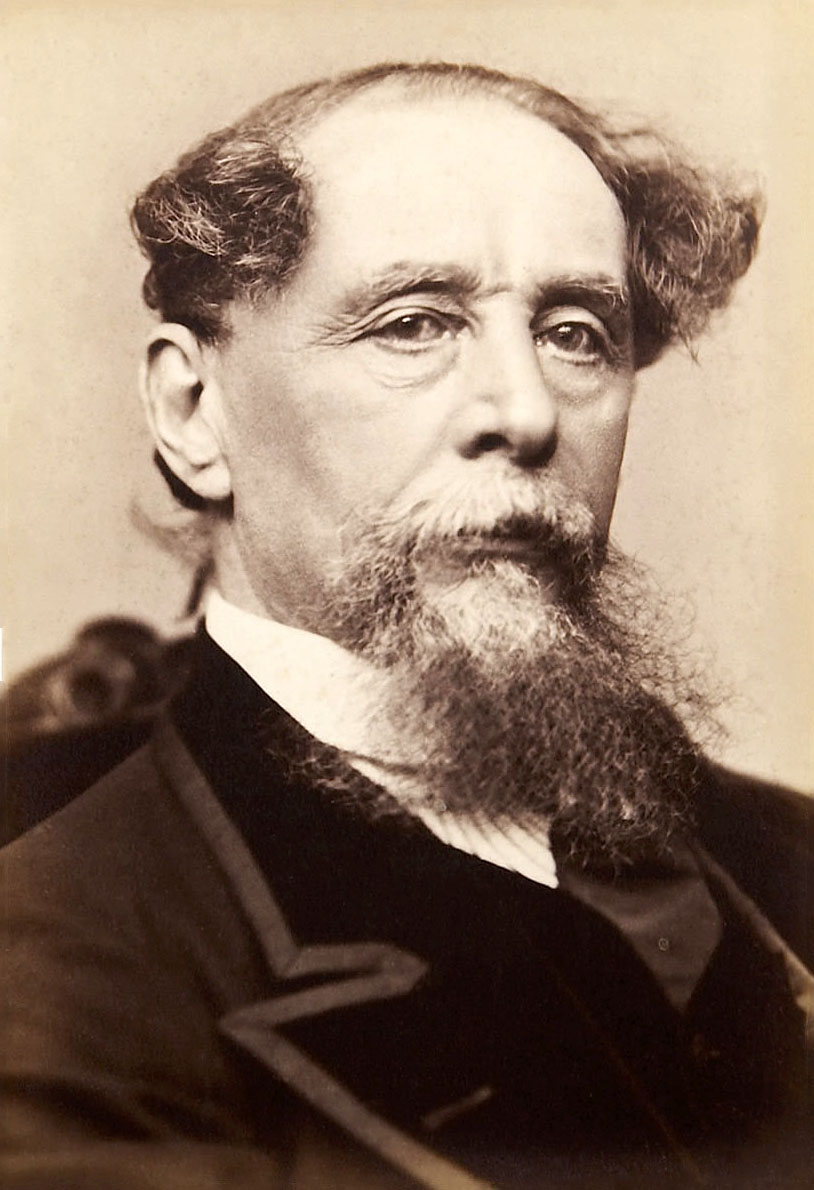
L'écrivain Charles Dickens en 1868.

Le square doit son nom au voisinage de la rue éponyme, qui rend hommage au romancier anglais Charles Dickens (1812-1870).

## Historique
Cette voie est ouverte sous sa dénomination actuelle en 1936.

## Bâtiments remarquables et lieux de mémoire
- No 5 : maison de l’ancien village de Passy avec un décor d’inspiration XVIIIe ; actuel musée du Vin[2].